# یوسف یازیجی
یوسف یازیجی (ترکی استانبولی: Yusuf Yazıcı؛ زادهٔ ۲۹ ژانویهٔ ۱۹۹۷) بازیکن فوتبال اهل ترکیه است.
از باشگاه‌هایی که در آن بازی کرده‌است می‌توان به ترابزون‌اسپور و لیل اشاره کرد.
وی همچنین در تیم ملی فوتبال ترکیه بازی کرده‌است.